# Torneo de Winston-Salem 2013
El Winston-Salem Open 2013 es un torneo de tenis. Pertenece al ATP Tour 2013 en la categoría ATP World Tour 250. El torneo tendrá lugar en la ciudad de Winston-Salem, Carolina del Norte, Estados Unidos, desde el 18 de agosto hasta el 24 de agosto de 2013 sobre canchas duras. El torneo, forma parte del US Open Series.

## Cabezas de serie

### Individual masculino
| Tenista             | Ranking | Preclasificada |
| Tomáš Berdych       | 6       | 1              |
| Andreas Seppi       | 21      | 2              |
| John Isner          | 22      | 3              |
| Tommy Robredo       | 23      | 4              |
| Benoît Paire        | 24      | 5              |
| Sam Querrey         | 28      | 6              |
| Fernando Verdasco   | 31      | 7              |
| Juan Mónaco         | 32      | 8              |
| Jürgen Melzer       | 33      | 9              |
| Alexandr Dolgopolov | 37      | 10             |
| Jarkko Nieminen     | 39      | 11             |
| Lukáš Rosol         | 43      | 12             |
| Dmitry Tursunov     | 44      | 13             |
| Martin Kližan       | 45      | 14             |
| Gaël Monfils        | 49      | 6              |
| Pablo Andújar       | 51      | 16             |

- Los cabezas de serie, están basados en el ranking ATP del 12 de agosto de 2013.

### Dobles masculinos
| Tenista                              | Ranking | Preclasificada |
| Rohan Bopanna Édouard Roger-Vasselin | 33      | 1              |
| David Marrero Fernando Verdasco      | 41      | 2              |
| Mariusz Fyrstenberg Marcin Matkowski | 41      | 3              |
| Santiago González Scott Lipsky       | 55      | 4              |

- Los cabezas de serie, están basados en el ranking ATP del 12 de agosto de 2013.

## Campeones

### Individual Masculino
Jürgen Melzer venció a  Gaël Monfils por 6–3, 2–1, ret.

### Dobles Masculino
Daniel Nestor /  Leander Paes vencieron a  Treat Huey /  Dominic Inglot por 7-6(12-10), 7-5.